# Claudia Doumit
Claudia Doumit, född 2 maj 1992 i Sydney, är en australisk skådespelare.
Doumit har bland annat medverkat i TV-serierna Timeless (2016–2018) och The Boys (2020–2023). Hon har även medverkat i filmen Dylan & Zoey från 2022.

## Filmografi (i urval)
- 2010: Imorgon när kriget kom
- 2012–2015: Miss Fisher's Murder Mysteries
- 2022: Dylan & Zoey